# ناحیه بالستان فرک، شهرستان کلینتون، ایلینوی
ناحیه بالستان فرک، شهرستان کلینتون، ایلینوی (به انگلیسی: East Fork Township) یک منطقهٔ مسکونی در ایالات متحده آمریکا است که در شهرستان کلینتون، ایلینوی واقع شده‌است. ناحیه بالستان فرک ۴۰۰ نفر جمعیت دارد و ۱۴۵ متر بالاتر از سطح دریا واقع شده‌است.